# Сакобо (Лагодехский муниципалитет)
Сакобо (груз. საქობო) — село в Грузии, в муниципалитете Лагодехи края Кахетия. 

## География
Село расположено в восточной части края, в 20 километрах по прямой к юго-западу от центра муниципалитета Лагодехи. Высота центра — 200 метров над уровнем моря.

## Население
По данным переписи населения 2014 года, в селе проживало 504 человека.
| Год  | Население | Мужчины | Женщины |
| ---- | --------- | ------- | ------- |
| 2002 | 614       | 303     | 311     |
| 2014 | 504       | 253     | 251     |